# کبوتر بزرگ ویتی لوو
کبوتر بزرگ ویتی لوو (نام علمی: Natunaornis gigoura) نام یک گونه منقرض‌شده از تیره کبوتر است.